# جزایر شتلند جنوبی

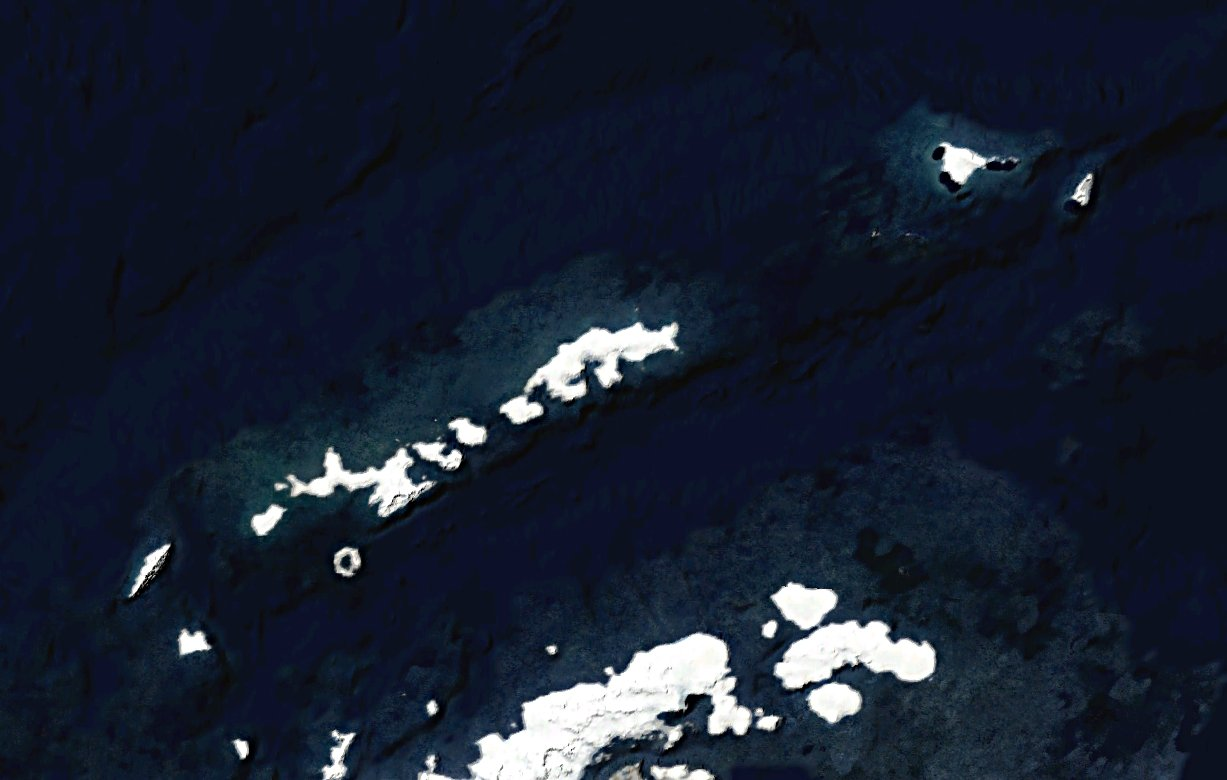

جزایر شتلند جنوبی (انگلیسی: South Shetland Islands) گروهی از جزایر جنوبگانی است که در ۱۲۰ کیلومتری شمال شبه‌جزیره جنوبگانی قرار دارد و مساحت مجموع آن‌ها ۳٬۶۸۷ کیلومتر مربع است. بر پایه پیمان‌نامه جنوبگان در سال ۱۹۵۹، حق حاکمیت این جزایر نه به رسمیت شناخته شده و نه رد شده‌است و استفاده غیرنظامی از آن‌ها برای کشورهای امضاکننده آزاد است.
این جزایر از سال ۱۹۰۸ مورد ادعای بریتانیا است و از سال ۱۹۶۲ بخشی از قلمرو بریتانیایی جنوبگان به‌شمار می‌رود. همچنین این جزایر از سال ۱۹۴۰ مورد ادعای دولت شیلی‌ و از سال ۱۹۴۳ مورد ادعای دولت آرژانتین ( به‌عنوان بخشی از استان تیرا دل فوئگو) است.

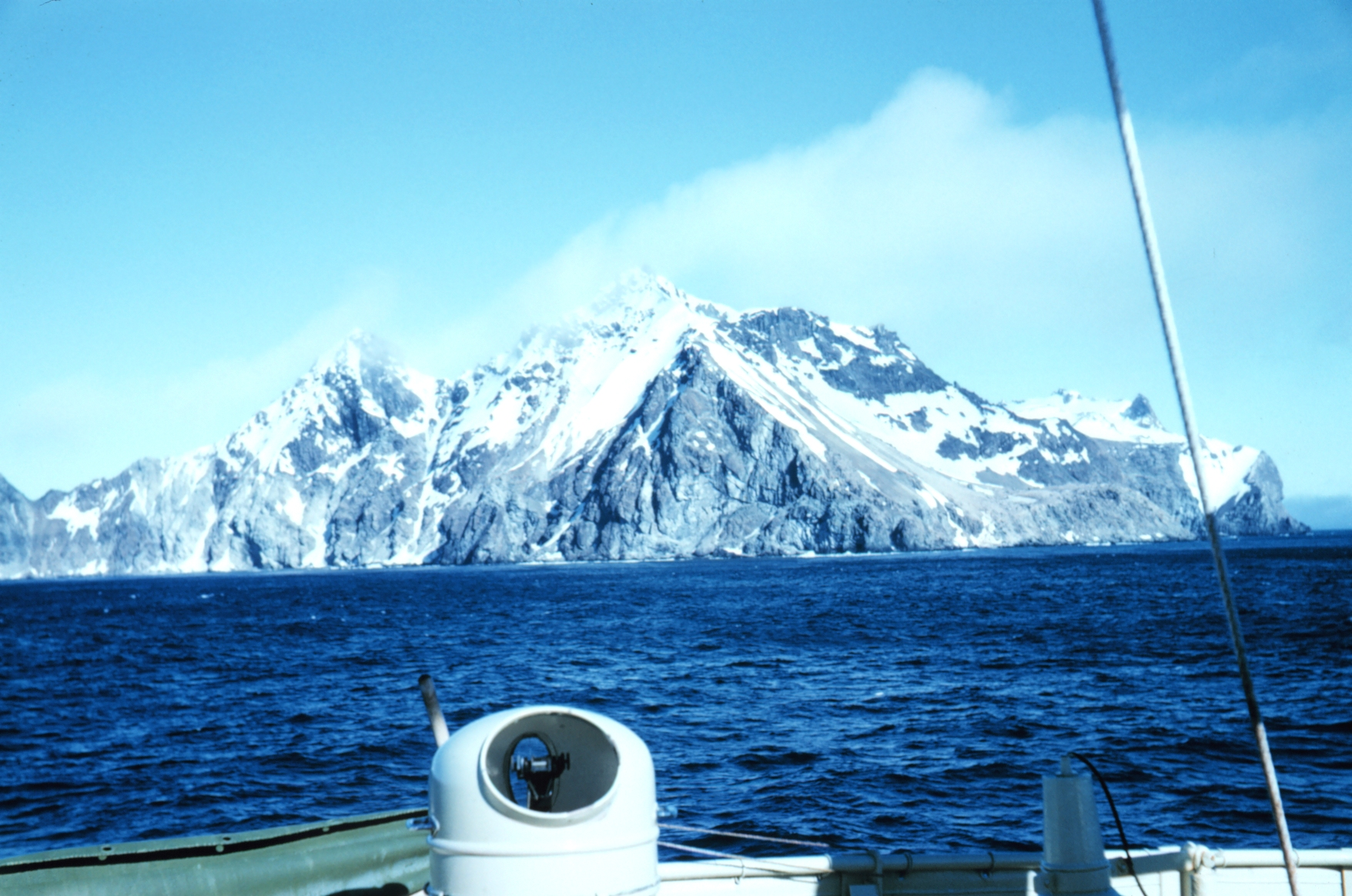
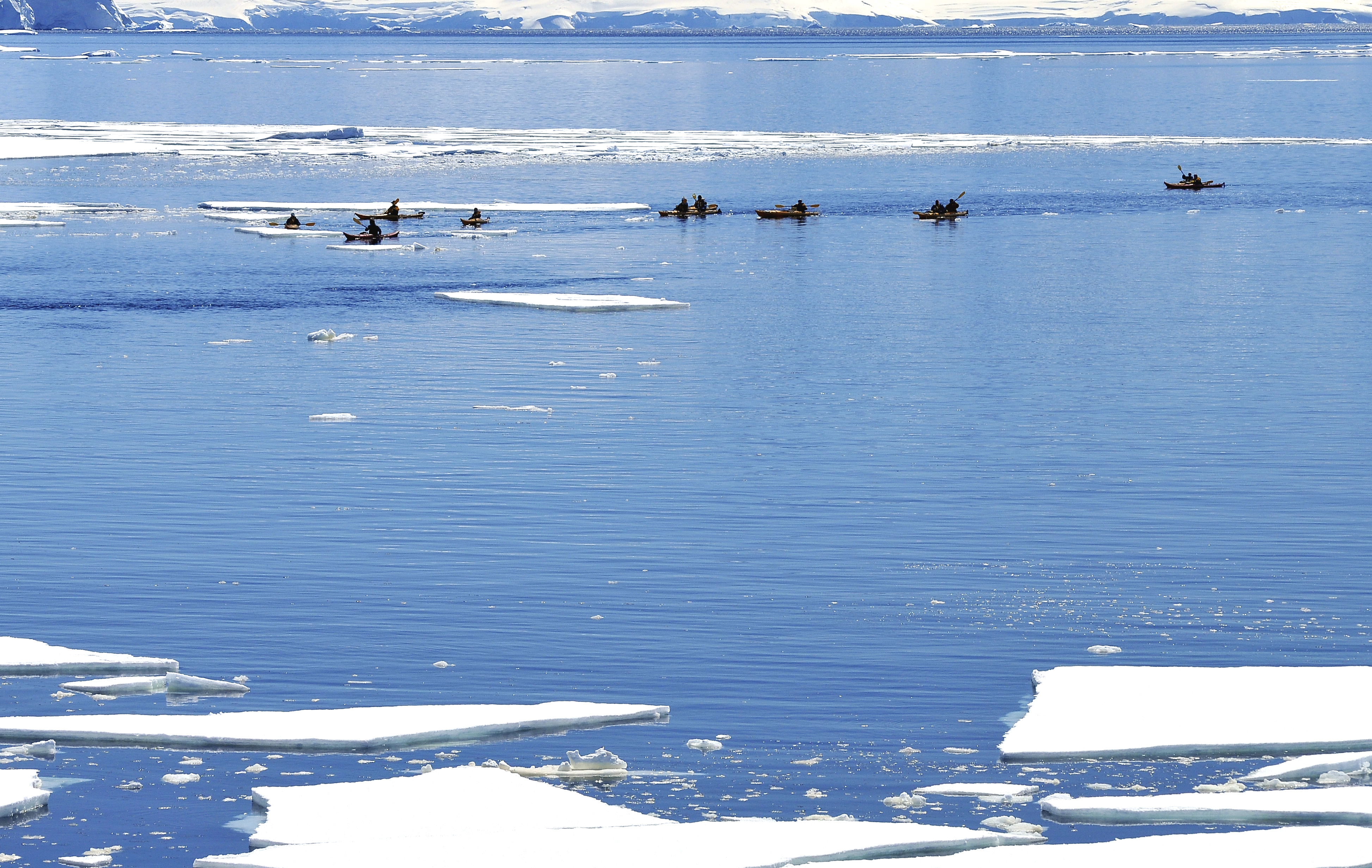
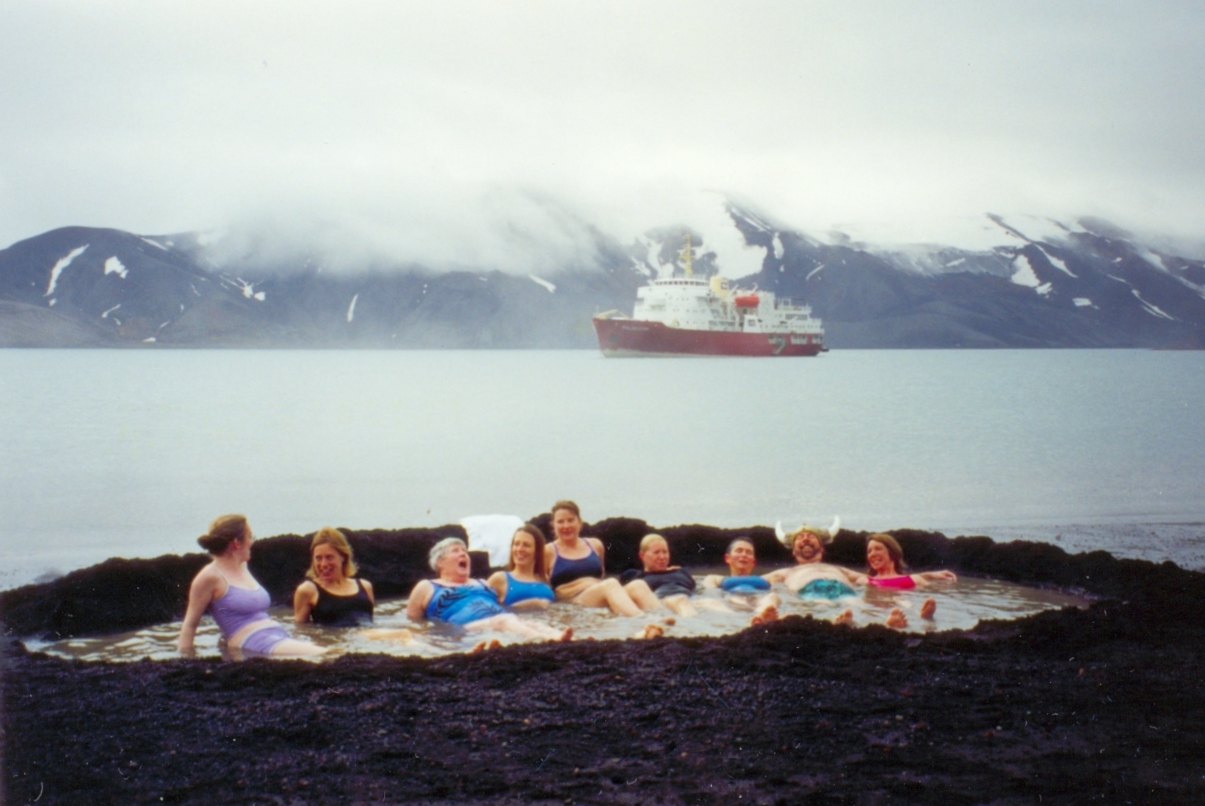
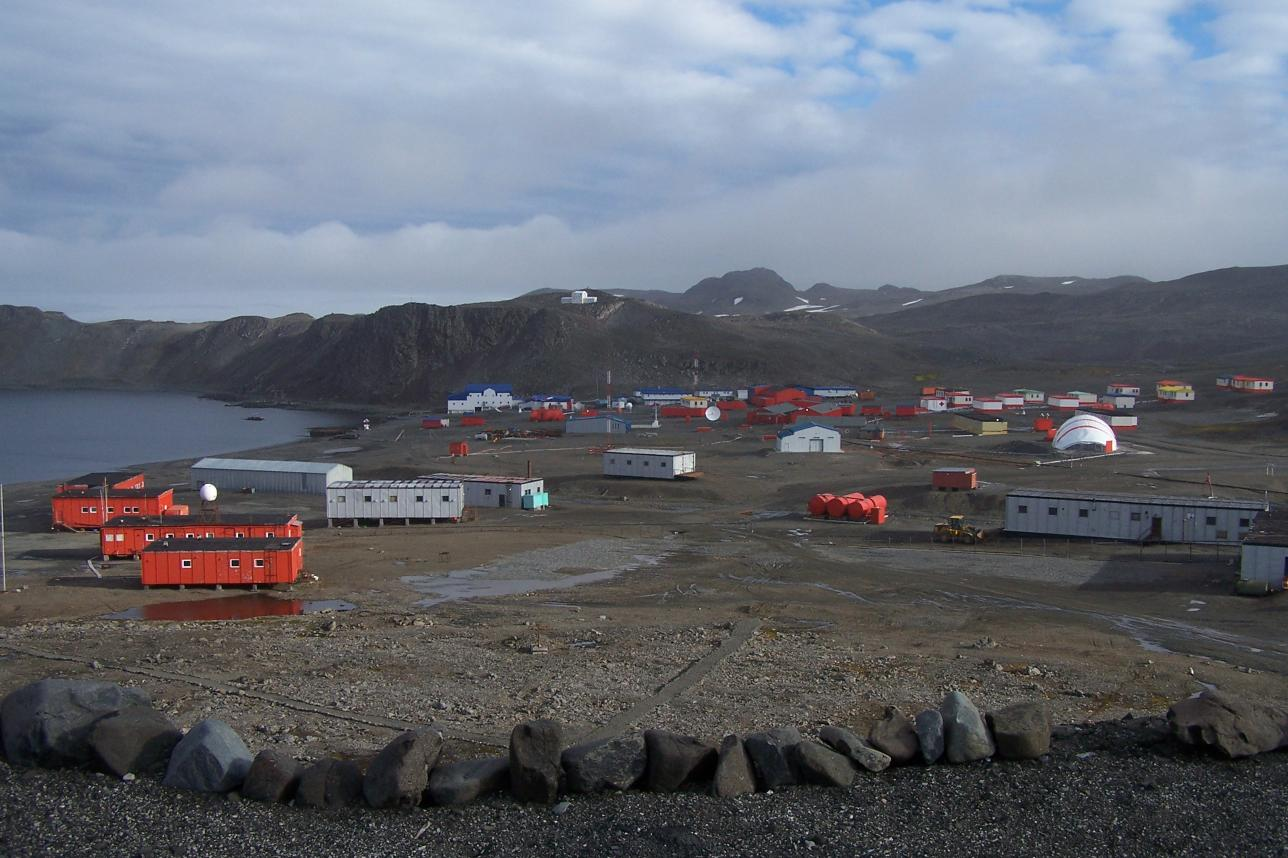